# To Wong Foo, thanks for Everything, Julie Newmar
To Wong Foo, thanks for Everything, Julie Newmar (Alternativtitel: To Wong Foo) ist ein Spielfilm von Regisseurin Beeban Kidron aus dem Jahr 1995 mit Wesley Snipes, Patrick Swayze und John Leguizamo in den Hauptrollen.

## Handlung
Die schillernden Drag Queens Miss Vida Boheme und Miss Noxeema Jackson gewinnen den Drag-Queen-Contest in New York City und wollen sich anschließend auf den Weg nach Hollywood machen, um dort an dem USA-Drag-Queen-Contest teilzunehmen.
Die großzügige Vida hat jedoch Mitleid mit der Verliererin Chi Chi Rodriguez, und so nehmen sie und Noxeema sie mit nach Hollywood, um ihr zu zeigen, was eine Drag Queen ausmacht. Die drei Drag Queens haben auf ihrer Reise immer ihren Glücksbringer, ein (mit dem Filmtitel) signiertes Bild von Julie Newmar, dabei. Auf halber Strecke werden sie von dem homophoben Sheriff Dollard angehalten, der versucht, Vida zu vergewaltigen. Dabei stürzt er jedoch und bleibt bewusstlos liegen.
Nach diesem Zwischenfall erleidet ihr 67er Cadillac Cabrio in der Nähe des verschlafenen Kaffs Snydersville eine Autopanne, wo sie versuchen, das Beste aus ihrer misslichen Lage zu machen.
Sie steigen in einem kleinen Hotel ab. Sie müssen das Wochenende im Dorf bleiben und freunden sich mit den Dorfbewohnern, vor allem mit den Frauen, an. Dabei bringen sie einigen Frauen mehr Selbstbewusstsein bei. Zum Ende ihrer Reise werden sie von den Dorfbewohnern sogar vor Dollard beschützt. Als es zur Konfrontation kommt, erklären sie Dollard, dass er sie alle festnehmen müsse, um die Drag Queens verhaften zu können. Dollard gibt klein bei.
In Los Angeles angekommen, gewinnt Chi-Chi den Titel Drag Queen of the Year. Die Krone setzt ihr Julie Newmar höchstpersönlich auf.

## Hintergrund
- Für diesen Film wurde u. a. auf dem Landsitz Old Westbury Gardens, Long Island, New York, gedreht.
- Die Konfrontationsszene ist eine Parodie/Hommage an Stanley Kubricks Spartacus.

## Synchronisation
Die Berliner Synchron übernahm die deutsche Vertonung. Michael Nowka schrieb das Dialogbuch und führte die Dialogregie.
| Rolle                           | Schauspieler      | Synchronsprecher     |
| ------------------------------- | ----------------- | -------------------- |
| Vida Boheme                     | Patrick Swayze    | Lutz Mackensy        |
| Noxeema Jackson                 | Wesley Snipes     | Torsten Michaelis    |
| Chi-Chi Rodriguez               | John Leguizamo    | Bernd Vollbrecht     |
| Carol Ann                       | Stockard Channing | Karin Buchholz       |
| Bobby Ray                       | Jason London      | Simon Jäger          |
| Bobby Lee                       | Jennifer Milmore  |                      |
| Tommy                           | Michael Vartan    | David Nathan         |
| Julie Newmar                    | Julie Newmar      |                      |
| Beatrice                        | Blythe Danner     | Henriette Gonnermann |
| Sheriff Dollard                 | Chris Penn        | Tobias Meister       |
| Clara                           | Alice Drummond    | Tilly Lauenstein     |
| John Jacob Jingleheimer Schmidt | Robin Williams    | Peer Augustinski     |
| Miss Lady Bunny                 | Lady Bunny        |                      |
| Rachel Tensions                 | RuPaul            | Stefan Fredrich      |

## Musik
Die Filmmusik wurde von Rachel Portman komponiert. Hier eine Auswahl an Liedern aus dem Soundtrack zum Film:
- „I Am The Body Beautiful“ – Salt’N’Pepa
- „Free Yourself“ – Chaka Khan
- „Who Taught You How“ – Crystal Waters
- „She’s A Lady“ (Junior Vasquez Remix) – Tom Jones
- „Brick House“ – The Commodores
- „Do What You Wanna Do“ – Charisse Arrington
- „Hey Now (Girls Just Want To Have Fun)“ (Single Edit Version) – Cyndi Lauper
- „Over The Rainbow“ – Patti LaBelle

## Auszeichnungen
Golden Globes 1996 (Nominierungen)
- Bester Hauptdarsteller – Komödie oder Musical – Comedy/Musical: Patrick Swayze
- Bester Nebendarsteller: John Leguizamo

## Kritik
„Den Versatzstücken des Road-Movies und der Travestie-Provinzposse verpflichtete Komödie, die allzu sehr auf bekannte Klischees setzt und die Charakterzeichnung vernachlässigt. Die sensible Schauspielerführung und fantasievolle Kostüme sichern dem Film einen bescheidenen Unterhaltungswert.“

„Die harten Jungs überzeugen auch im Fummel. – Tunten-Toleranzappell: bunt, witzig, harmlos.“

## Wissenswertes
In der Anfangsszene, dem Drag-Queen-Wettbewerb, behauptet Miss Coco Peru, welche als sie selbst eine Nebenrolle hat, dass sie als Gewinnerin nach Schweden reisen werde, um dort den Friedensnobelpreis zu erhalten. Tatsächlich wird der Friedensnobelpreis jedoch nicht wie die übrigen Nobelpreise von schwedischen Nobelkomitees, sondern vom norwegischen Parlament (Norwegisches Nobelkomitee) und daher in der norwegischen Hauptstadt Oslo verliehen.